# Liste der Biografien/Wols
Liste der Biografien |
Portal Biografien |
Personensuche
# |
A |
B |
C |
D |
E |
F |
G |
H |
I |
J |
K |
L |
M |
N |
O |
P |
Q |
R |
S |
T |
U |
V |
W |
X |
Y |
Z |
?
 
Wa |
Wc |
Wd |
We |
Wh |
Wi |
Wj |
Wl |
Wn |
Wo |
Wr |
Ws |
Wt |
Wu |
Ww |
Wy |
Wz
 
Woa |
Wob |
Woc |
Wod |
Woe |
Wof |
Wog |
Woh |
Woi |
Woj |
Wok |
Wol |
Wom |
Won |
Woo |
Wop |
Wor |
Wos |
Wot |
Wou |
Wov |
Wow |
Wox |
Woy |
Woz
 
Wola |
Wolb |
Wolc |
Wold |
Wole |
Wolf |
Wolg |
Wolh |
Woli |
Wolj |
Wolk |
Woll |
Wolm |
Woln |
Wolo |
Wolp |
Wolr |
Wols |
Wolt |
Wolv |
Woly |
Wolz
Die Liste der Biografien führt alle Personen auf, die in der deutschsprachigen Wikipedia einen Artikel haben. Dieses ist eine Teilliste mit 47 Einträgen von Personen, deren Namen mit den Buchstaben „Wols“ beginnt.

## Wols
- Wols (1913–1951), deutscher Maler, Zeichner, Grafiker und FotografWols (1913–1951)

Wols (1913–1951)

### Wolsc
- Wolsch, Sebastian (* 1984), deutscher Eishockeyspieler
- Wolschenzew, Stanislaw Walentinowitsch (* 1985), russischer Skilangläufer
- Wolschina, Reinhard (1952–2025), deutscher Komponist
- Wolschke, Friedrich Hermann (1893–1963), deutscher Metzger und Unternehmer mit Wirkungsbereich in Japan
- Wolschke, Georg, deutscher Kunsttischler
- Wolschke-Bulmahn, Joachim (* 1952), deutscher Landschaftsplaner
- Wolschlager, Ursula (1969–2021), österreichische Filmproduzentin, Dramaturgin und Drehbuchautorin
- Wolschner, Ewald (1951–2015), österreichischer bildender Künstler
- Wolscht, Claudia (* 1960), deutsche Filmeditorin
- Wolscht, Norbert (1943–1964), deutsches Todesopfer der Berliner Mauer
- Wolscht, Theodor (1901–1945), deutscher Student, während einer Reise in die Sowjetunion verhaftet, als Spion angeklagt, zum Tode verurteilt, begnadigt und im Rahmen eines Gefangenenaustauschs nach Deutschland ausgewiesen

### Wolsd
- Wolsdorff, Peter (* 1938), österreichischer Theaterschauspieler, Theaterregisseur und Theaterintendant

### Wolse
- Wolsegger, Ferdinand (1880–1959), österreichischer Regierungspräsident
- Wolsegger, Friedrich (1882–1943), österreichischer Politiker
- Wolseley, Frances, 2. Viscountess Wolseley (1872–1936), englische Gartengestalterin
- Wolseley, Garnet, 1. Viscount Wolseley (1833–1913), britischer Feldmarschall
- Wolsey, Laurence (* 1945), britischer Mathematiker
- Wolsey, Thomas († 1530), englischer Staatsmann und römisch-katholischer KardinalThomas Wolsey († 1530)

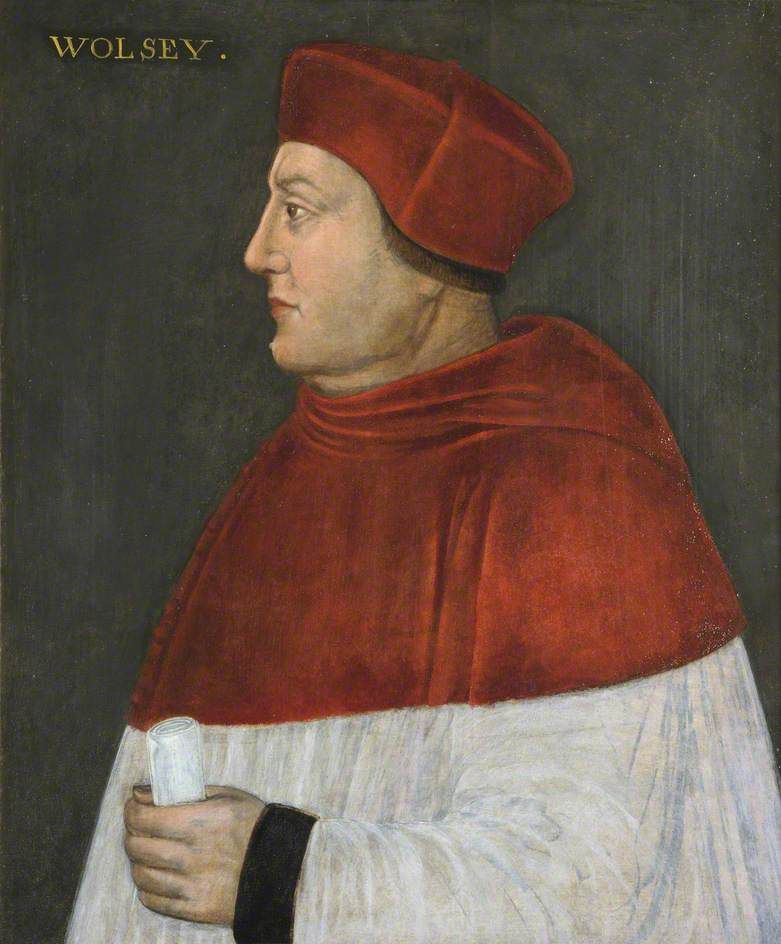
Thomas Wolsey († 1530)

### Wolsk
- Wolska, Agnieszka (* 1981), polnische Handballspielerin
- Wolska, Maryla (1873–1930), polnische Dichterin
- Wolske, Siegfried (1925–2005), deutscher Architekt
- Wolski, Allan (* 1990), brasilianischer Hammerwerfer
- Wolski, Anton Nikolajewitsch (1897–1966), russischer Metallurg, Physikochemiker und Hochschullehrer
- Wolski, Arkadi Iwanowitsch (1932–2006), sowjetischer bzw. russischer Politiker
- Wolski, Christian (* 1973), deutscher Fußballspieler
- Wolski, Dariusz (* 1956), polnischer Kameramann
- Wolski, Karin (* 1950), deutsche Juristin, Vizepräsidentin der Verwaltungsgerichte Darmstadt und Frankfurt am Main und Verfassungsrichterin
- Wolski, Ljawon (* 1965), belarussischer Rockmusiker
- Wolski, Rafał (* 1992), polnischer Fußballspieler
- Wolski, Reinhard (* 1955), deutscher Generalmajor
- Wolski, Wassili Timofejewitsch (1897–1946), sowjetischer Generaloberst
- Wolski, Włodzimierz (1824–1882), polnischer Dichter und Prosaautor
- Wolski, Wojtek (* 1986), kanadisch-polnischer Eishockeyspieler
- Wolsky, Albert (* 1930), US-amerikanischer Kostümbildner französischer Herkunft

### Wolst
- Wolst, Dieter (* 1944), deutscher Jurist, Richter am Bundesgerichtshof
- Wolstein, Johann Gottlieb (1738–1820), deutscher Mediziner
- Wolstencroft, David (* 1969), britischer Schriftsteller
- Wolstenholme Elmy, Elizabeth († 1918), britische Frauenrechtlerin, Lehrerin, Frauenwahlrechtsaktivistin
- Wolstenholme, Cecelia (1915–1968), britische Schwimmerin
- Wolstenholme, Joseph (1829–1891), englischer Mathematiker
- Wolstenholme, Woolly (1947–2010), englischer MusikerWoolly Wolstenholme (1947–2010)

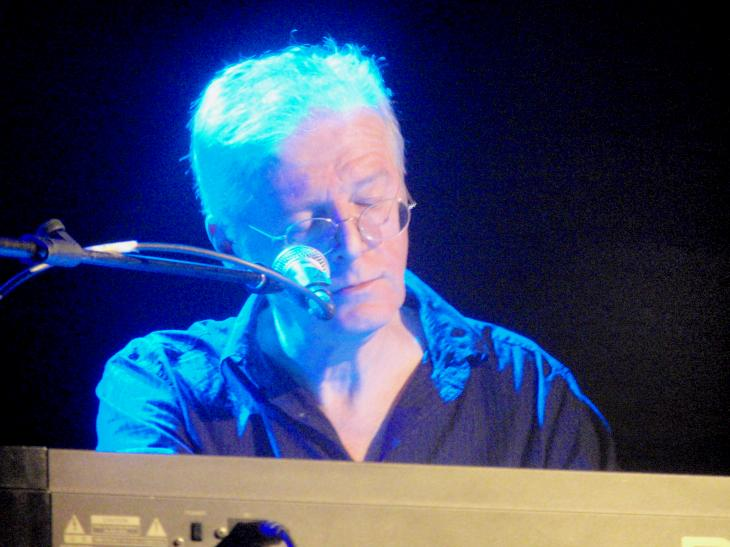
Woolly Wolstenholme (1947–2010)

### Wolsz
- Wolsza, Tadeusz (* 1956), polnischer Historiker und Politologe
- Wolszczak, Grażyna (* 1958), polnische Schauspielerin
- Wolszczan, Aleksander (* 1946), polnischer Astronom
- Wolszlegier, Anton von (1843–1922), polnisch-deutscher Geistlicher und Politiker, MdR
- Wolszlegier, Wladislaus von (1849–1922), polnisch-deutscher Rittergutsbesitzer und Politiker, MdR